# Klimm Mihály
Klimm Mihály (Buda, 1851. szeptember 4. – Budapest, 1897. január 25.) vízépítő mérnök, királyi tanácsos, műegyetemi tanár, egyetemi rektor.

## Életútja
Apja Klimm Mihály vattagyáros volt. Középiskoláit elvégezvén, 1867-től a József-műegyetem hallgatója lett, ahol mérnöki tanulmányait végezte, majd ez intézetben 1870-től 1872-ig asszisztense volt Kruspér Istvánnak. A vízépítésben való kiképzése céljából 1872 őszén állami ösztöndíjjal kiment külföldre, ahol részt vett a hamburgi kikötőépítésben, 1873-ban Szászországban az Elba-szabályozási munkálatokban, 1875-78-ban pedig német birodalmi szolgálatban a Rajna-szabályozás művében. 1878-ban a József-műegyetemen a vízépítés előadására külön katedrát állítottak fel és erre augusztus 13-án helyettes tanárnak hivatott meg, 1879. június 11-én pedig a vízépítészet rendes tanárának neveztetett ki.
Tapasztalatai folytán szaktekintély volt a folyószabályozás terén és előadásainak is állandóan ez volt főtárgya. 1882-ben meghonosította a magyar technikán a vízmérő gyakorlatokat és a műegyetem vízmérő állomását szintén ő létesítette. Két egymást követő évben (1889-től 1891-ig) rektor volt. Utolsó nagy munkáját a folyószabályozás terén 1888-ban a tiszai árvizek alkalmából végezte, amikor is a király nagyérdemű működéseért a királyi tanácsosi címmel tüntette ki. Az országos vízügyi tanács tagja volt.
Klimm családi élete nem volt boldog; a házastársak elváltak és neje a per befejeztével, mert a törvény a gyermekeket az apának ítélte, 1890-ben saját kezével vetett véget életének. Ettől fogva Klimm búskomorrá vált és végtelen fájdalmas szomorúság ült ki arcára, beszélt révedező szemeiből. Fájdalmas melankólia, minden iránti egykedvűség, folytonos komorság kísérték utolsó életéveit.

## Írásai
Cikkei a Magyar Mérnök- és Építész-Egylet Közlönyében (VI. 1872. A Shaw-féle lőpor által működő czölöpverő gép, VII. 1873. A Gileppe-völgyzár Belgiumban, IX. 1875. Uj kikötők Hamburgban, IX. 1877. A Felső-Rajna szabályozásáról, XV. 1881. A kapaszkodó hajózásról, tekintettel a hazai viszonyokra, 3 ábra-rajzzal, XVII. 1883. Hajók köbözése, Futó darugépek a hamburgi kikötőben, tábla-rajzzal); a Magyar Mérnök- és Építész-Egylet Heti Értesítőjének vízépítészeti rovatát 1883-tól vezette.

## Munkái
- Uti Jegyzetek a vízépítés köréből. Budapest, 1883. Tábla rajzzal. (Különnyomat a M. Mérnök- és Építész-Egylet Közlönyéből.)
- Műszaki vélemény Budapest főváros balparti részének csatornatrvezete tárgyában. Uo. 1885. Egy tábla rajzzal.

### Kéziratban
- Vízépítéstan (rendszeres nagy munka, mely a Magyar Mérnök- és Építészegylet könyvkiadó vállalatában jelent volna meg, de amelyet már nem fejezhetett be).